# バチカン放送

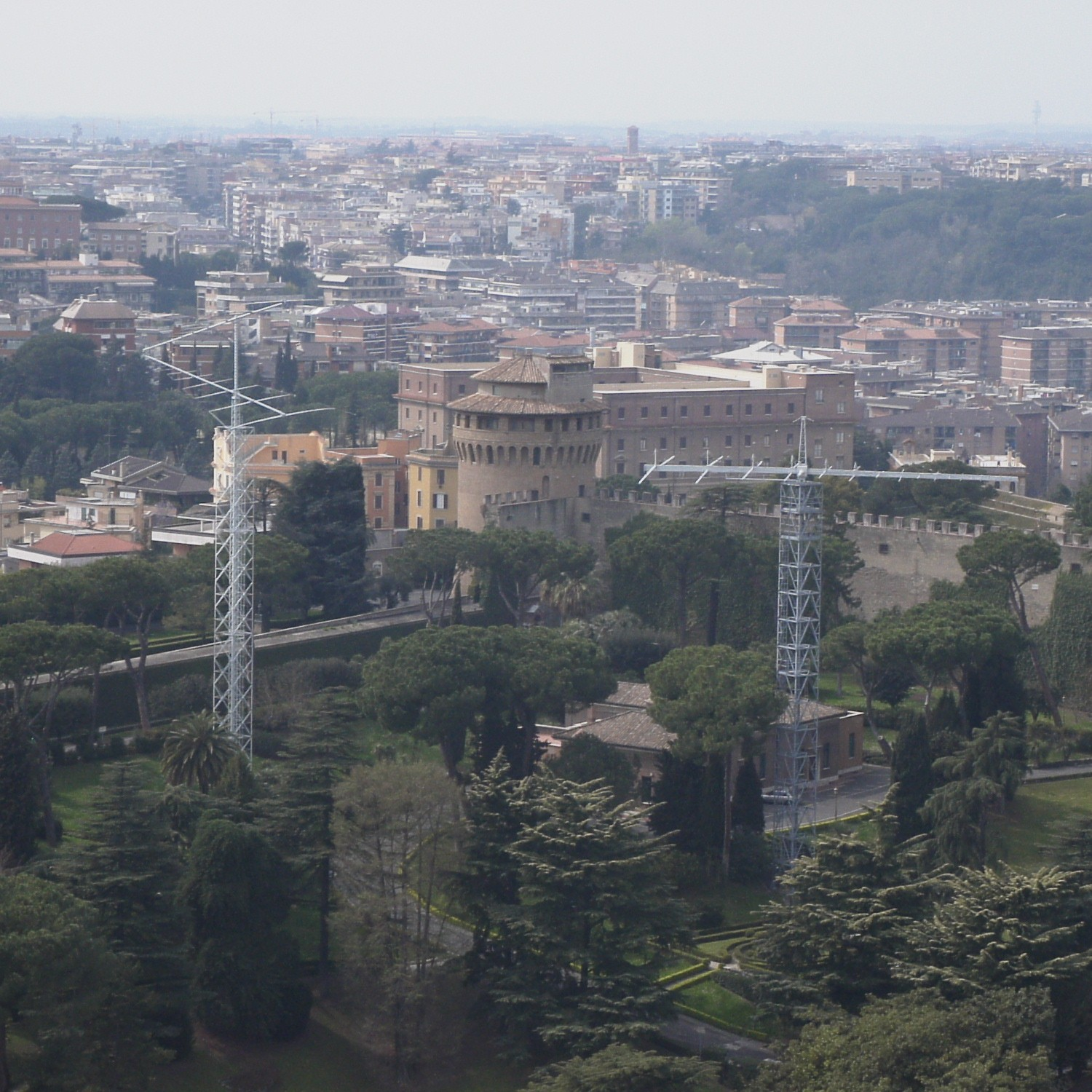
バチカン放送の本部

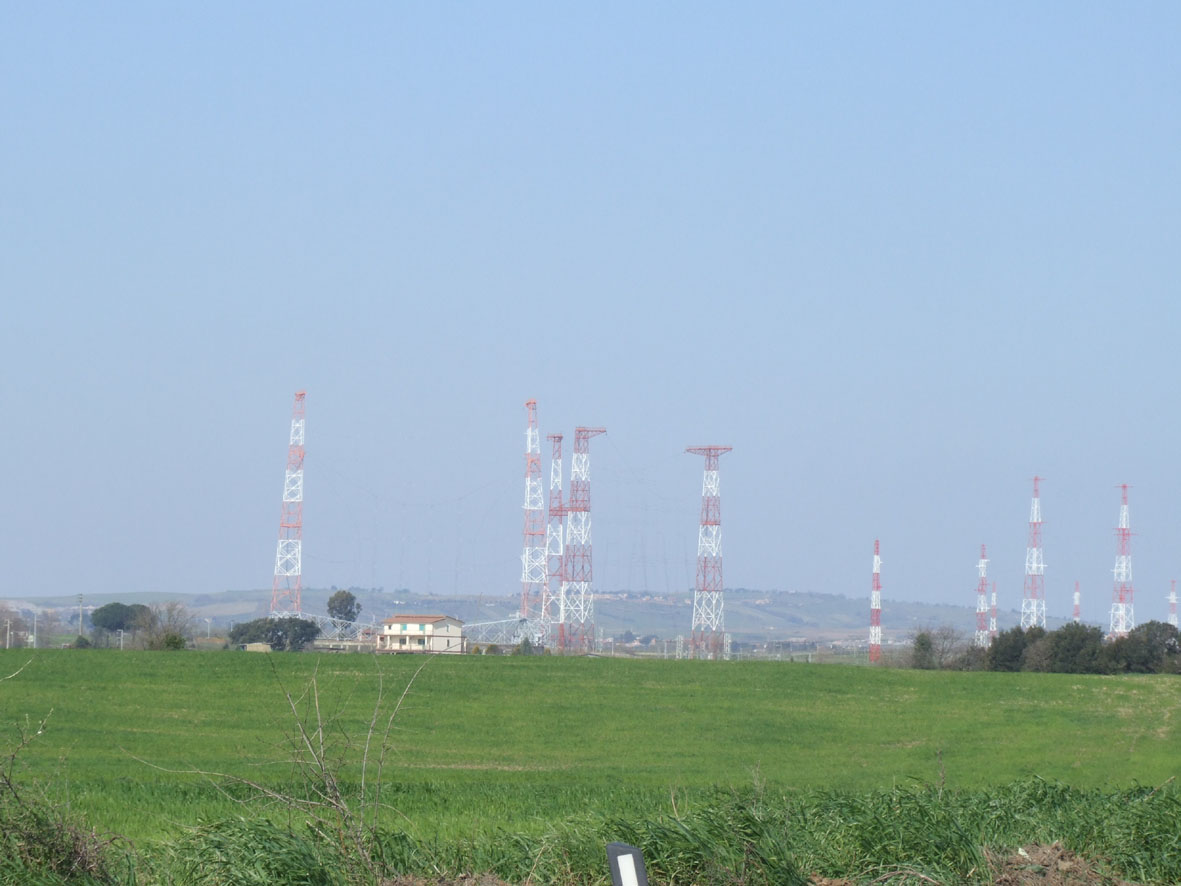
ローマの北18キロメートルほどのサンタ・マリア・ディ・ガレリアにある（主に短波の）送信施設。

バチカン放送（バチカンほうそう、イタリア語: Radio Vaticana, 英語: Vatican Radio）は、ローマ教皇庁によって運営されているカトリック教会の公式ラジオ放送局である。バチカン市国の国営放送であり、カトリックの宗教放送でもある。
カトリックは世界全体で13億人ほどの信徒を擁しており（2018年時点）、使用言語も非常に多く、国際電気通信連合（ITU）からも「いかなる地理的制約も受けず」に放送することが認められて（後述）いる。
短波、DRM、中波、FM、衛星放送、インターネット放送など、さまざまな周波数帯や伝送形式を使って47ほどの言語で（2020年時点）放送を行っている。放送番組は世界61カ国で活動している200名を超える記者によって制作されており、番組の内容としては国際ニュース、カトリックの話（教え）、特集番組、音楽番組などで、年間でのべ 42,000時間ほどが放送されている。
日本のカトリック中央協議会によると、教皇庁内では「事務局（Secretariats）」中の「広報のための部署 （Dicastery for Communication）」がバチカン放送を統括している。
なお、大規模な国際放送のほかに、バチカン市国領内およびローマ市内向けのために、いわゆるイタリアの国勢・生活・文化・音楽関連のローカル放送もFMで行っている。こちらは基本的にローマ周辺でしか聴取できない。

## 歴史
初回の放送は1931年2月12日。呼出符号はHVJ。開局当初の放送チャネルは、短波2チャネル（2周波数）のみであった。初回の放送内容としては、教皇ピウス11世によるメッセージが流された。放送設備の構築には、グリエルモ・マルコーニが関与し、初代の放送局長は物理学者でAccademia Pontificia dei Nuovi Lincei（アッカデーミア・デイ・リンチェイ）代表のGiuseppe Gianfranceschiであった。 
1933年、バチカン宮殿とガンドルフォ城（教皇の夏季の滞在場所）の間に恒久的なマイクロウェーブ伝送経路が確立される。
1936年、国際電気通信連合（ITU）は、バチカン放送を「特別な事例」と認め、いかなる地理的制約も受けない形で放送することを許可した。
1937年12月25日、送信出力25kWとなり、2つの指向性アンテナが追加され、放送チャンネル数は10となった。
1948年、放送言語は18ヶ国語にまで増えた。
1950年、欧州放送連合に加盟。
送信施設のための空間の確保のためにローマの北18キロメートルほどの場所Santa Maria di Galeriaに400ヘクタールほどの敷地を確保。1952年にイタリア政府はこの送信施設に治外法権を認めた。
1957年、新たな放送センター、ひとつの100kW短波送信施設、2つの10kW送信施設、ひとつの120kW中波送信施設、合計21の指向性アンテナおよび全方向性アンテナが、運用開始。その次の段階として、アフリカおよびオセアニア向けの2つの100kW送信施設、ヨーロッパ向けの250kWの中波送信施設、極東および南米向けの500kWの送信施設が運用開始。
2000年代に入り、デジタル放送技術 (DRM, T-DAB, T-DMB)を用いた実験的放送を開始、番組配信のために電子ニュースやポッドキャストなどの使用開始。

## 日本語放送
日本語放送は1959年2月17日から行われたが、受信状態が良くなかったため、リスナーの確保は難航した。その後、送信設備の拡充などで受信状態が改善された。受信報告を送ると、教皇の写真が入ったカード（ベリカード）が届くことで人気があった。
長らく、局全体として「放送言語の拡充はしても削減は行わない」という方針であったが、財政難から方針を転換し、2001年ごろから廃止される番組が出始め、日本語放送も同年3月25日で終了した。終了時点の周波数は午前が7310kHzと9585kHz、午後が5940kHzと11625kHzだった。

## その他
フィリピンのラジオ・ベリタス・アジアはカトリック系であるので友好関係にある。
2001年3月には、送信所からの電波が周辺の住民に被害を与えているとしてイタリア政府から出力を下げるように通告された。